# Agrotis interferens
Agrotis interferens là một loài bướm đêm trong họ Noctuidae.